# International Marketing Review
O International Marketing Review é um periódico acadêmico revisado por pares publicado pela Emerald Group Publishing. Foi criado em 1983. Os editores-chefes são Jeryl Whitelock (Universidade de Bradford) e John Cadogan (Universidade de Loughborough). De acordo com o Journal Citation Reports, a revista tem um fator de impacto de 2017 de 2.600.
A revista é classificada como "A" na Europa e "A" ou "B" no resto do mundo. A Associação Australiana da Nova Zelândia para o Marketing recomendou recentemente em 2011 que o IMR junto com Psicologia e Marketing seja atualizado de 'B' para 'A' em classificações de marketing da Ásia-Pacífico.
Possui 1.86 de impacto segundo o site "researchgate.net", tendo alcançando um topo de 3.52 em 2014.